# NGC 1308
NGC 1308 je galaksija u zviježđu Eridan.

## Vanjske poveznice
- SEDS: NGC 1308